# Hiraku Nakajima
Pour les articles homonymes, voir Nakajima.
Hiraku Nakajima (中島 啓, Nakajima Hiraku, né le 30 novembre 1962 à Tokyo) est un mathématicien japonais, qui mène ses recherches dans les domaines de la théorie des représentations, de la physique mathématique, la géométrie algébrique et la géométrie différentielle. Il sera le président de l'Union mathématique internationale pour la période 2023–2026.

## Formation et carrière
Nakajima a étudié à l'Université de Tokyo, où il a obtenu son Bachelor en 1985 puis en 1987 sa maîtrise. En 1991, il a obtenu son doctorat sous la direction de Takushiro Ochiai. En 1992, il était professeur adjoint à l'Université du Tōhoku, en 1995, à l'Université de Tokyo et 1997 à l'Université de Kyoto, où il a reçu en 2000 une pleine chaire. De 1998 à 1999 et de 2007 à 2008, il travaillait à l'Institute for Advanced Study et en 2002, au Center for Advanced Study à Oslo. Depuis 2018, il est professeur au Kavli Institute for the Physics and Mathematics of the Universe (en) de l'Université de Tokyo.

## Travaux
Nakajima a étudié les espaces de modules d'instantons sur des espaces ALE, et a trouvé des corrélations avec la théorie des représentations affine des algèbres de Kac-Moody et des groupes quantiques. Il introduit ainsi les variétés carquois, il construit les espaces de représentations d'algèbres de Kac-Moody. En outre, il a construit des représentations de l'algèbre d'Heisenberg dans la somme directe des groupes d'homologie de Hilbert-schémas de points sur des surfaces quasi-projectives.
Par ailleurs, il a prouvé la conjecture de Nekrasov (en)

## Prix et distinctions
En 1997, il a reçu le prix de géométrie de la Société mathématique du Japon et en 2000, il est lauréat de son  prestigieux prix de printemps. En 2003, il a reçu le prix Cole en algèbre. En 2005, il a reçu le prix JSPS de la Société japonaise pour la promotion des sciences (en). En 2002, il était conférencier invité pour une conférence plénière au congrès international des mathématiciens à Pékin (« Geometric constructions of representations of affine algebras »). En 2014, il est lauréat du prix de l'Académie des sciences du Japon. En 2016, il a reçu le prix Asahi.

## Publications
- Lectures on Hilbert Schemes and Points on Surfaces. AMS.
- Quiver varieties and Kac-Moody algebras. Duke Mathematical Journal, vol. 91, 1998, pp 515–560.
- Quiver varieties and finite dimensional representations of quantum affine algebras. Journal of the AMS, vol. 14, 2001, pp 145–238.
- Heisenberg algebra and Hilbert schemes of points on projective surfaces. Annals of Mathematics, vol. 145, 1997, pp 379–388.